# Rozsdás piha
A rozsdás piha (Lipaugus unirufus) a madarak osztályának verébalakúak (Passeriformes) rendjébe és a kotingafélék (Cotingidae) családjába tartozó faj.

## Rendszerezése
A fajt Philip Lutley Sclater angol ornitológus írta le 1859-ben.

## Alfajai
- Lipaugus unirufus castaneotinctus (Hartert, 1902)
- Lipaugus unirufus unirufus P. L. Sclater, 1860[2]

## Előfordulása
Mexikó, Belize, Costa Rica, Guatemala, Honduras, Nicaragua, Panama, Ecuador és Kolumbia területén honos. A természetes élőhelye a szubtrópusi vagy trópusi síkvidéki esőerdők.

## Megjelenése
Testhossza 23-24 centiméter, testtömege 69-87 gramm.

## Életmódja
Gyümölcsökkel és gerinctelenekkel táplálkozik.

## Természetvédelmi helyzete
Az elterjedési területe rendkívül nagy, egyedszáma viszont csökkenő. A Természetvédelmi Világszövetség Vörös listáján nem fenyegetett fajként szerepel.

## Külső hivatkozások
- Képek az interneten a fajról
- Xeno-canto.org - a faj hangja és elterjedési területe